# Upham (Wisconsin)
Upham – miasto w Stanach Zjednoczonych, w stanie Wisconsin, w hrabstwie Langlade.